# Tannhausen
Tannhausen là một đô thị nằm ở huyện Ostalbkreis, thuộc bang Baden-Württemberg, Đức.